# The Outer Worlds
『The Outer Worlds（アウター・ワールド）』は、Obsidian Entertainmentが開発しPrivate Divisionによって発売される、1人プレイ用の ロールプレイングゲームである。
日本では2019年10月25日にXbox One、PlayStation 4、Windowsで発売される。Nintendo Switchでのリリースも予定されており、Virtuosが移植を担当する。

## 概要
ハルシオンと呼ばれる星系を舞台にしたサイエンス・フィクションであり、ブラック企業や階級差別の蔓延するディストピア世界がブラックユーモアを通じて描かれることを特色とする。
その中でプレイヤーは多彩なキャラクタークリエイトとプレイスタイル、手段を選ぶことができ、時にストーリーの展開に大きな影響をもたらす。
FalloutとFallout: New Vegasの開発会社によるアクションRPGであることが話題を集め、広報動画でも自ら宣伝している。実際にNew Vegasにて存在したTraitsに似る「欠点」、固有のクエストを持つコンパニオン、参加勢力の選択、NPCは全員殺害可能などの類似点を持つ。
一方、本作は単一かつ巨大なオープン環境を持たず、幾つかの自由行動可能なエリアに分割された構成となる。
Xbox One X及びPS4 Pro、Windowsでは4K解像度に対応する。

## あらすじ
人類が銀河に進出した未来、植民地星系ハルシオンを目指す移民船が事故により遭難し、主人公は冷凍睡眠につく。
ハルシオンへの到着予定時から実に70年後、主人公は科学者フィニアスによって目覚める。フィニアスはハルシオンを救うために協力を求めているという。
彼に従うか、それともハルシオンを支配する巨大企業に従うか、はたまたどちらも裏切るか…。主人公の行動はやがて、この最果てのコロニー自体の運命を担うこととなる。

## 勢力

### 主人公への評判が存在する勢力
評議会（ユニバーサル・ディフェンス・ロジスティクス）
主要10社の巨大企業によって運営される株式会社ハルシオン・ホールディングスの取締役評議会。ハルシオンを支配する最高執政機関で、各社のCEOが評議員を務めている。
スペーサーズ・チョイス
惑星テラ2の勢力。予算の少ないスペーサーや入植者向けの安価な商品を種類を問わず手広く取り扱っている会社。
脱走者
惑星テラ2の勢力。スペーサーズ・チョイスの支配下にある入植地エッジウォーターから離脱した元社員らの一団。
クレオおばさん
惑星テラ2の勢力。優れたバイオニクスを活かし、食品や薬品などをメインに取り扱っている会社。
グラウンドブレーカー
移民船グラウンドブレーカーの勢力。同船の乗組員及び住民たち。
サブライト・サルベージ＆シッピング
移民船グラウンドブレーカーの勢力。同船に本社を置き、表向きの業務はサルベージや宇宙船解体だが、裏では非合法なビジネスを多岐に渡って手掛けている。
モナーク・ステラー・インダストリーズ（MSI）
惑星モナークの勢力。魚介類製品をメインに取り扱っている会社。
偶像破壊主義者
惑星モナークの勢力。ハルシオンを支配する諸企業を敵視している反体制組織。

### その他の勢力
略奪者
ハルシオン星系の各地に出没する無法者集団。「人の姿をしたケダモノ」と表現されるほどに狂ってしまっており、会話もほとんど通じない。その性質は極めて残忍かつ猟奇的で、仲間以外には見境なく襲い掛かって殺し、痛みや死を恐れず人食いも好んで行う。その多くは元々普通に暮らしていた人間で、略奪者化が始まると次第に理性を失って最後には脱走して姿を消すことが知られているが、なぜそうなってしまうかは詳しく解明されていない。
アウトロー
非合法な稼業に手を染める裏社会のならず者。会話は通じるので大人しい連中なら普通に働いていたり、取引や交渉も可能だが、性質の悪い連中には略奪者と大差ないような狂人集団も少なくない。
企業隊員
各企業お抱えの警備・保安担当者。実質的には警備員というよりも各企業の私兵に等しく、企業の支配する土地では彼らが治安維持の役目を果たしている。特に黒いアーマーに身を包んだ評議会直属のUDLの企業隊員は様々な特権を有しており、ハルシオン星系における事実上の警察・軍隊に相当する公的な治安維持組織として機能している。しかし、それほど良いとはいえない給金で略奪者や原生生物との戦いに駆り出されて捨て駒にされることも少なくない。

## 登場人物
主人公
移民船ホープの入植者。フィニアスによって冷凍睡眠から覚醒させられた。プレイヤーが名前・性別・容姿を設定することが可能。
フィニアス・ウェルズ
評議会から指名手配されている科学者。主人公を覚醒させて解き放った張本人。
ソフィア・アカンデ
評議会の副議長。実質的に評議会を取り纏めているハルシオン星系の影の支配者。
エイダ
密輸船アンリライアブルのメインコンピュータ。女性人格のAIを持つ。
パールヴァティー・ホルコム
旅に同行させられる仲間の一人。惑星テラ2の入植地エッジウォーターに住む女性エンジニア。
マックス(マクシミリアン・デソート)
旅に同行させられる仲間の一人。惑星テラ2の入植地エッジウォーターに住む男性牧師。
フェリックス・ミルストーン
旅に同行させられる仲間の一人。移民船グラウンドブレーカーに住むアウトローの青年。
エリー・フェンヒル
旅に同行させられる仲間の一人。移民船グラウンドブレーカーに住む女医。
サム
旅に同行させられる仲間の一人。戦闘機能を付加された清掃ロボット。
ニョカ
旅に同行させられる仲間の一人。惑星モナークの入植地ステラーベイに住む女性ハンター。